# Terre dell'Alta Val d'Agri
Il Terre dell'Alta Val d'Agri è una DOC riservata ad alcuni vini la cui produzione è consentita nella provincia di Potenza.

## Zona di produzione
La zona di produzione comprende l'intero territorio dei seguenti comuni:
Provincia di Potenza
- Viggiano
- Grumento Nova
- Moliterno

## Storia
Le prime testimonianze riferibili alla produzione ed al consumo di vino nell'area dell'Alta Val d'Agri, risalenti al IV secolo a.C. sono costituite da vasi per vino, e da grappolo d'uva miniaturistico in terracotta rinvenuti nella tomba di un guerriero. La tradizione vinicola di epoca romana trova conferma nella citazione di fonti antiche dei Lagarina vina tali vini venivano elogiati dagli storici latini per la loro dolcezza oltre che per le virtù terapeutiche. La tradizione della vigna fa sì che il paesaggio venga fortemente caratterizzato da vigneti ordinati e ben tenuti e coltivati, ma anche l'uva si avvantaggia di pratiche colturali che consentono la migliore esposizione e la migliore maturazione dei tannini.

## Tecniche di produzione
È vietata ogni pratica di forzatura; è consentita l'irrigazione di soccorso. Per il tipo rosso è previsto invecchiamento di 12 mesi con decorrenza dal 1° Novembre successivo alla vendemmia; Per il tipo rosso riserva è previsto invecchiamento di 24 mesi di cui 6 in legno con decorrenza dal 1° novembre successivo alla vendemmia. L'immissione al consumo del tipo rosato deve avvenire dopo il 1° marzo dell'anno successivo a quello della vendemmia.

## Disciplinare
Il Terre dell'Alta Val d'Agri DOC è stato istituito con DM 4 settembre 2003 pubblicato sulla Gazzetta Ufficiale n. 214 del 15 settembre 2003.
Successivamente è stato modificato con:
- DM 13 luglio 2011 GU 177 - 1 settembre 2011
- DM 30 novembre 2011 GU 295 - 20 dicembre 2011 Pubblicato sul sito ufficiale del Mipaaf Sezione Qualità e Sicurezza - Vini DOP e IGP
- La versione in vigore è stata approvata con DM 7 marzo 2014 Pubblicato sul sito ufficiale del Mipaaf

Sezione Qualità e Sicurezza - Vini DOP e IGP

## Tipologie

### Rosso
| uvaggio                        | Merlot min 50%; Cabernet sauvignon min 30%; possono concorrere alla produzione altri vitigni a bacca nera idonei alla coltivazione in Basilicata max 20%. |
| titolo alcolometrico minimo    | 12,00% vol. |
| acidità totale minima          | 4,5 g/l. |
| estratto secco minimo          | 19,00 g/l |
| resa massima di uva per ettaro | 120 q. |
| resa massima di uva in vino    | 70 % |

#### Caratteri organolettici
- Aspetto: rosso rubino con riflessi granati;[2]
- Olfatto: piacevole, fruttato;
- Gusto: armonico.

#### Abbinamenti consigliati
Primi piatti a base di carne, carni arrosto o alla griglia, formaggi di media stagionatura.

### Rosso riserva
| uvaggio                        | Merlot min 50%; Cabernet sauvignon min 30%; possono concorrere alla produzione altri vitigni a bacca nera idonei alla coltivazione in Basilicata max 20%. |
| titolo alcolometrico minimo    | 12,50% vol. |
| acidità totale minima          | 4,5 g/l. |
| estratto secco minimo          | 19,00 g/l |
| resa massima di uva per ettaro | 120 q. |
| resa massima di uva in vino    | 70 % |

#### Caratteri organolettici
- Aspetto: rosso rubino con riflessi granati;[3]
- Olfatto: piacevole, fruttato;
- Gusto: armonico.

#### Abbinamenti consigliati
Carne arrosto o alla griglia, selvaggina, formaggi stagionati.

### Rosato
| uvaggio                        | Merlot min 50%; Cabernet sauvignon min 20%; Malvasia di Basilicata min 10%; possono concorrere alla produzione altri vitigni a bacca nera e bianca, non aromatici, idonei alla coltivazione in Basilicata max 20%. |
| titolo alcolometrico minimo    | 11,50% vol. |
| acidità totale minima          | 4,5 g/l. |
| estratto secco minimo          | 19,00 g/l |
| resa massima di uva per ettaro | 120 q. |
| resa massima di uva in vino    | 70 % |

#### Caratteri organolettici
- Aspetto: rosa cerasuolo;[4]
- Olfatto: caratteristico, piacevole;
- Gusto: caratteristico.

#### Abbinamenti consigliati
Primi piatti, carni bianche.